# Breathe
„Breathe“ (také jako „Breathe in the Air“) je druhá skladba z alba The Dark Side of the Moon anglické progresivně rockové skupiny Pink Floyd z roku 1973. Hudbu složili kytarista David Gilmour a klávesista Rick Wright, texty napsal baskytarista Roger Waters.

## Sestava
- David Gilmour – elektrická kytara, slide kytara, zpěv
- Roger Waters – baskytara
- Richard Wright – varhany, elektrické piáno, doprovodný zpěv
- Nick Mason – bicí, perkuse